# 多次元尺度構成法
多次元尺度構成法（たじげんしゃくどこうせいほう、MDS：Multi Dimensional Scaling）は多変量解析の一手法である。主成分分析の様に分類対象物の関係を低次元空間における点の布置で表現する手法である（似たものは近くに、異なったものは遠くに配置する）。古典的MDSは主座標分析 (Principal Coordinate Analysis; PCoA) とも呼ばれ、さらに主座標分析において距離にユークリッド距離を用いた場合は主成分分析と等価になる。
- 例 - 1973年のアメリカ50州の人口10万人あたりの殺人、暴行、レイプの犯罪数、及び、都市人口の割合[%]の4つの要素から似た州は近くに置くように2次元空間に配置した結果。

|                   | \| \| 殺人 \| 暴行 \| レイプ \| 都市人口率 \| \| ----------------- \| ---- \| ---- \| ------ \| ---------- \| \| ハワイ \| 34 \| 49 \| 25 \| 6 \| \| ノース カロライナ \| 8 \| 1 \| 35 \| 45 \| \| カリフォルニア \| 18 \| 7 \| 3 \| 1 \| \| フロリダ \| 3 \| 2 \| 7 \| 9 \| \| バーモント \| 46 \| 48 \| 43 \| 50 \| |      |        |            |
|                   | 殺人 | 暴行 | レイプ | 都市人口率 |
| ハワイ            | 34 | 49   | 25     | 6          |
| ノース カロライナ | 8 | 1    | 35     | 45         |
| カリフォルニア    | 18 | 7    | 3      | 1          |
| フロリダ          | 3 | 2    | 7      | 9          |
| バーモント        | 46 | 48   | 43     | 50         |

この図からハワイ（右下）とノースカロライナ（左上）が対照的な関係にあり、一方、カリフォルニアやフロリダ（左下）とバーモント（右上）が対照的な関係にあることが一目で解るようになる。これらの州が上記の4つの要素で何位であるかを表にしてみると、左側にあるノースカロライナやフロリダが暴行で1、2位なのに右側にあるバーモント、ハワイが48, 49位であることから、横軸は「暴行」軸であることが解る。一方、上側にあるノースカロライナやバーモントは、都市人口率が45, 50位なのに下側にあるカリフォルニアやハワイは都市人口率が1位と6位であることから、縦軸は「都市人口率」軸であるということができる。つまり、上記4つの要素では「都市人口率」と「暴行」が重要な要素であること、都市人口率が高いからと言って必ずしも暴行が多いわけではないということなどを知ることが出来る。